# Laccaria masoniae
Laccaria masoniae är en svampart som beskrevs av G. Stev. 1964. Laccaria masoniae ingår i släktet Laccaria och familjen Hydnangiaceae.   Inga underarter finns listade i Catalogue of Life.